# Sun Bowl Stadium
Le Sun Bowl Stadium est un stade de football américain situé à El Paso dans le Texas.